# Greg Ham
Greg Ham (27. září 1953 – okolo 19. dubna 2012) byl australský hudebník a multiinstrumentalista. Od roku 1979 byl členem skupiny Men at Work, kde nahradil Grega Sneddona. 19. dubna 2012 byl nalezen mrtev ve svém bytě. Přesné datum jeho smrti není známo. Podle policejní zprávy spáchal ve svém bytě sebevraždu.